# Schlund (Geologie)

Doline (I), Lichtloch (II) und Schlund (III) eines Höhlensystems. Skizze nach A. Penck 1903

Als Schlund oder Schlundloch wurde in der Geologie und Geografie eine Oberflächenform bezeichnet, ein tiefreichendes, meist kreisrundes Loch von einigen Metern Durchmesser. Der Begriff war im 19. Jahrhundert, vorwiegend im österreichischen Sprachraum, gebräuchlich. Franz Kraus beschreibt ihn ausführlich in seinem Buch Höhlenkunde von 1894, und auch in der Skizze von Albrecht Penck von 1903 wird der Tageslichtschacht als Schlund bezeichnet. Doch bereits im Buch Theoretische Speläologie von Georg Kyrle aus dem Jahr 1923 wird er nicht mehr verwendet, Kyrle erwähnt lediglich, dass der Terminus Schlundloch in älterer Literatur für Flussschwinden gebräuchlich ist. Er selbst definiert dafür die Begriffe Schlinger und Schwinde. Im Buch Höhlenkunde von Hubert Trimmel von 1968 taucht er gar nicht mehr auf. Allerdings hat er sich in Eigennamen erhalten.
Der Begriff Schlund wurde inzwischen durch die Begriffe Einsturzdoline und Tageslichtschacht ersetzt. Einsturzdoline bezieht sich auf eine Entstehung durch den Einsturz einer Höhlendecke und dadurch die Bildung eine steilwandigen Schachtes. Dadurch kann die Höhle zugänglich werden, der Zugang kann aber auch durch das Geröll verstopft sein. Tageslichtschacht wird meist verwendet wenn es sich um einen Schacht handelt der an der Oberfläche endet. Er ist in der Regel durch Lösung entlang einer Kluft entstanden, nicht durch einen Einsturz. In der Realität sehen die beiden Dinge jedoch so ähnlich aus, dass die Bestimmung um was es sich nun handelt schwierig ist.
Der berühmteste Tageslichtschacht ist wohl der Sotano de las Golondrinas in Mexico, der fast 400 m tief ist.